# Pedro Guillermo Villarroel
Pedro Guillermo Villarroel (San Fernando del Valle de Catamarca, 30 de mayo de 1937-Buenos Aires, 2 de diciembre de 2014) fue un abogado, magistrado y político argentino de la Unión Cívica Radical, que se desempeñó como senador nacional por la provincia de Catamarca entre 1993 y 2001.

## Biografía
Nació en San Fernando del Valle de Catamarca en 1937. Se recibió de abogado en la Facultad de Ciencias Jurídicas y Sociales de la Universidad Nacional de La Plata en 1959.
Al año siguiente se unió al poder judicial de la provincia de Catamarca, en el cual desarrolló su carrera hasta el golpe de Estado de 1976. Se desempeñó como fiscal y juez de cámara en el fuero penal, fue procurador general y ministro de la Corte Suprema de Justicia provincial, siendo también presidente de la Asociación de Magistrados del Poder Judicial de Catamarca.
Tras el golpe de Estado de 1976, que intervino el poder judicial y lo desplazó de su cargo, se dedicó a ejercer la abogacía, siendo defensor de detenidos y presos políticos de la dictadura autodenominada «Proceso de Reorganización Nacional». En democracia, presidió el colegio de abogados de Catamarca y fue profesor de derecho administrativo en la Facultad de Ciencias Económicas de la Universidad Nacional de Catamarca.
En política, se afilió a la Unión Cívica Radical (UCR) en 1982, siendo convencional provincial entre 1985 y 1987, vicepresidente del comité provincial de la UCR en 1992 y presidente del mismo hasta 1994. Entre 1987 y 1991 integró la Cámara de Diputados de la Provincia de Catamarca, encabezando la lista radical a diputados en las elecciones provinciales de 1987. Como autoridad del radicalismo provincial, participó en la conformación del Frente Cívico y Social de Catamarca (FCyS) junto con otras fuerzas políticas. De cara a las elecciones provinciales de 1991, se le ofreció la candidatura a gobernador, que declinó en favor de Arnoldo Aníbal Castillo.
En mayo de 1993, la legislatura provincial en asamblea legislativa lo eligió senador nacional por Catamarca, en representación del FCyS, con mandato hasta diciembre de 2001, asumiendo la banca que se encontraba vacante por las elecciones al Senado de 1992. Entre 1995 y 2001 fue el único senador por su provincia. Fue vicepresidente de la comisión de Asuntos Constitucionales e integró como vocal las comisiones de Combustibles; de Interior y Justicia; de Coparticipación Federal de Impuestos; de Legislación General; y de Asuntos Penales y Regímenes Carcelarios; entre otras. Entre 1997 y 1998 fue vicepresidente segundo de la cámara. En 2000, durante la presidencia de Fernando de la Rúa, fue propuesto como presidente provisional del Senado.
En 1999 fue secretario del Comité Nacional de la Unión Cívica Radical, siendo presidente del mismo Raúl Alfonsín.
Tras finalizar su mandato como senador, permaneció residiendo en Buenos Aires, donde falleció en diciembre de 2014, producto de una enfermedad, a los 77 años.